# Хуалапаи
Хуалапаи или Уалапаи (на английски: Hualapai, Walapai) е северноамериканско индианско племе, което живее в планинския район на северозападна Аризона, САЩ. Контролират територия от около 5 милиона акра, простираща се от Ръдшед Каньон на река Колорадо на север, до Бил Уилям Крийк и лека Мария на юг, и от Блек Маунтън на запад до Катаракт Каньон на изток.

## Име
Името им идва от „хуа’л“, тяхната дума за бора Пондероса. Оттук и хуалапаи, което означава хората на бора Пондероса. През 1776 г. Франциско Гарсес ги записва като „Ха Гуала Паи“, както ги наричат явапаите.

## Подразделения
Народите Паи, които традиционно се считат за един народ, вероятно са наследници на древните Патая на културата Хакатая. Тринадесет групи хуалапаи първоначално живеят в северозападна Аризона. По-късно от тях се обособяват 3 дивизии на племето – Мидъл Маунтън на североизток, Явапе Файтър на юг и Хората от платото на изток. Границите между трите дивизии не са ясно определени. Групи от дадена дивизия често навлизат в териториите на съседните дивизии. Групите, формиращи дивизиите, носят името на региона, който обитават. Всяка от групите е съставена от по няколко семейни лагера, които експлоатират едни и същи природни ресурси в една географска област. Всички групи са свързани помежду си политически и така формират местната или локална група. В един лагер живеят от едно до няколко разширени семейства, обикновено между 25 и 200 души. Всеки лагер има свой водач.
Дивизия Мидъл Маунтън
- Уи гахуада Баи – Ред Рок
- Хаемде Баи – Кърбът Маунтън

Дивизия Явапе файтър
- Мад Хуала Баи – Хуалапаи Маунтън
- Хаксигаела Баи – Биг Санди Ривър
- Ха гиа ха Баи – Мейксън Маунтън
- Хуалгихапа Баи – Джунипър Маунтън

Дивизия Хората от платото
- Хадува Баи – Клей Спрингс
- Даника Баи – Грас Спрингс
- Куак Уе Баи – Хакбери
- Хе’л Баи – Майлкуид Спрингс
- И’куад Баи – Пийч Спрингс
- Хак Саха Баи – Пайн Спрингс
- Хав’су уа Баи – Катаракт Каньон

## Култура
Културно и езиково хуалапаи са свързани с хавасупаи, с които се предполага, че в миналото са били един народ. Водят номадски начин на живот, изхранвайки се с лов и събирачество. Групите, живеещи в западната част близо до мохаве, са по-уседнали и се занимават малко и със земеделие. Основно жилище е дървена колиба с рамка от клони покрита с треви, а понякога и с пръст, приличаща на домовете на хопите и навахо. Колибата за потене е направена по същия начин, само че е по-малка и винаги е покрита и с пръст. Еленовите кожи и дървесна кора са основните материали за направата на дрехи. И двата пола са напълно облечени. Традиционна женска дреха е рокля от две части, пристегната в кръста с колан или преплетени растителни влакна. Кожена риза и набедреник е основното мъжко облекло. На краката си обуват кожени мокасини. Дрехите им са изработени изключително умело и чисто. Мъжете носят косите си дълги, често сплетени на две плитки висящи отстрани или я носят свободно привързана с лента през челото. Мъртвите се кремират, а имуществото и домът им изгаряни.

## История
Тъй като живеят малко встрани от основните пътни маршрути на испанците, нямат чести контакти с тях. Първият известен контакт е през 1598 г., но вероятно са срещнали експедицията на Ернандо Аларкон още през 1540 г. Едва с идването на американските имигранти на запад срещите им с белите зачестяват. Увеличеният трафик на хора през земите им след 1847 г. води до напрежение и избухването на конфликти, ескалирайки в открита война срещу миньорите и заселниците през 1865 г., което принуждава армията да се намеси. Гарнизонът на Форт Мохаве подпомаган от скаути мохаве започват да нападат лагерите им и да ги унищожават. Отслабени от войната, болестите и глада, хуалапаите постепенно се предават. Войната приключва окончателно през 1870 г. В нея 1/3 от хуалапаите намират смъртта си. През 1883 г. правителството създава за оцелелите резерват в района на Пийч Спрингс. От 1914 г. племето започва да отглежда добитък. Днес около 1400 техни потомци живеят в резервата Хуалапаи. Общо записаните членове на племето са около 2300 души.